# Kirov
Kirov (rusă Киров) este capitala regiunii Kirov în Rusia. Orașul avea populație de 451.907 de locuitori în anul 2004.

## Geografie
Prin oraș trece trenul transsiberian. Orașul se află pe râul navigabil Viatka. Kirov se situeazăla 950 de km de Moscova. 

## Economie
- construcția de mașine
- electrotehnică
- industria ușoară
- industria de prelucrare a lemnului
- industria microbiologică
- industria alimentară
- producția de jucării tradiționale (figure din ton)

## Transport
- troleibuze
- tramvaie
- port pe râul Viatka

## Instituții
Kirov deține mai multe universități, teatre și muzee.

## Personalități
- Alexander Grin (1880 - 1932), scriitor rus;
- Vladimir Alexejevici Senilov, compozitor;
- Victor Mihailovici Vasnezov, pictor;
- Aleksandr Veprev (n. 1960), poet.